# Dent carnissera

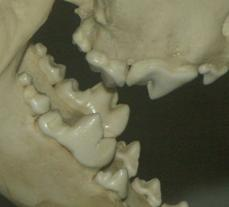
Dents carnisseres d'un llop

Les dents carnisseres són dents llargues que es troben en molts mamífers carnívors, que serveixen per a tallar carn i os de manera similar a les tisores o cisalles. En els carnívors, les carnisseres són una versió modificada de l'última premolar superior i de la primera molar inferior, però en els extints creodonts, les carnisseres es trobaven més enrere: eren la primera molar superior i la segona inferior, o la segona superior i la tercera inferior.
Les carnisseres són la característica que defineix l'ordre dels carnívors; és a dir, són el tret que tots els animals dins d'aquest ordre tenen en comú. Les carnisseres, especialment llargues i punxegudes, serveixen per a tallar carn dura (i potser gelada) i esclafar ossos. La destrucció de les carnisseres d'un carnívor salvatge (com un llop o un lleó) es pot acabar amb la mort de l'animal per no poder alimentar-se.